# Charlton-on-Otmoor
Charlton-on-Otmoor est une paroisse civile et un village de l'Oxfordshire, en Angleterre.